# Juraj Turošík
Juraj Turošík (17. prosince 1924 Závadka nad Hronom – 13. února 2003) byl slovenský a československý lesní inženýr, dlouholetý ředitel Tatranského národního parku, politik Komunistické strany Slovenska a poslanec Sněmovny národů Federálního shromáždění za normalizace.

## Biografie
K roku 1971 se profesně uvádí jako ředitel závodu. K roku 1976 jako ředitel Tatranského národního parku. Ředitelem tohoto národního parku byl v letech 1961-1988.
Angažoval se i politicky. V letech 1955-1962 se uvádí jako účastník zasedání Ústředního výboru Komunistické strany Slovenska.
Ve volbách roku 1971 zasedl do slovenské části Sněmovny národů (volební obvod č. 139 - Kežmarok, Východoslovenský kraj). Mandát získal i ve volbách roku 1976 (obvod Kežmarok), volbách roku 1981 (obvod Kežmarok) a volbách roku 1986 (obvod Kežmarok). Ve Federálním shromáždění setrval do konce funkčního období, tedy do svobodných voleb roku 1990. Netýkal se ho proces kooptace do Federálního shromáždění po sametové revoluci.